# Товарищество Даниловской мануфактуры
Товарищество Даниловской мануфактуры (также известное как товарищество В. Е. Мещёрина) — бывшая текстильная фирма в Москве.
Товарищество было одной из крупных фирм в Российской империи.

## Историческое расположение
Товарищество Даниловской мануфактуры и его склад находились на улице Ильинка в помещении Московского купеческого банка. Производство располагалось к югу от Даниловской слободы, между Серпуховским (ныне Варшавским) шоссе и Москвой-рекой.

## История
В 1867 году купец 1-й московской гильдии В. Е. Мещёрин выделил средства для возведения ткацкой фабрики. На фабрике в основном производили миткаль для дальнейшего изготовления ситца и платков. Впоследствии их передавали для отделки и набивки в предприятия, Москву и Иваново-Вознесенск.
В 1876 году на базе ткацкой фабрики было создано Товарищество Даниловской мануфактуры. В правление входили: К. Т. Солдатёнков, Ф. Л. Кноп, Н. И. Щукин, Г. П. Нейвейлер, А. С. Бер. В 1877 году капитал составлял 1,5 миллиона рублей. С 1877 года по 1879 год построена ещё ситценабивная механическая фабрика. С 1879 года по 1881 год построена бумагопрядильная фабрика. В 1882 году мануфактура стала комбинатом с полным циклом производства. В 1912 году мануфактура выпустила 2 миллиона кусков тканей 150 сортов и более 20 миллионов платков. Производились такие сорта тканей: высококачественные ситцы, простые, сатины, набивная бумазея, фланель, батист, бязь, молескин. На предприятии работало не менее 6 тысяч рабочих. В 1913 году капитал составлял 3 миллиона рублей. В 1919 году Товарищество Даниловской мануфактуры национализировано. Затем предприятие получило название Московская хлопчатобумажная фабрика имени М. В. Фрунзе. 
С 1994 года — «Даниловская мануфактура». Находится по адресу: Варшавское шоссе, дом 9. В современное время — бизнес-центр и жилые лофты. В частности, с конца 2000-х по середину 2010-х годов здесь располагались редакции и студии телеканалов ТВ-3, 2х2, «MTV Россия», 7ТВ/«Семёрка», Муз-ТВ, «Канал Disney», «Ю», «Пятница!».